# Гредескул Микола Андрійович
Греде́скул Мико́ла Андрі́йович (нар. 20 квітня 1865, хутір Свячений Яр, Куп'янський повіт — пом. 1941) — український вчений-правознавець, кандидат природничих наук, магістр права, професор кафедри цивільного права та судочинства Харківського університету.

## Біографія

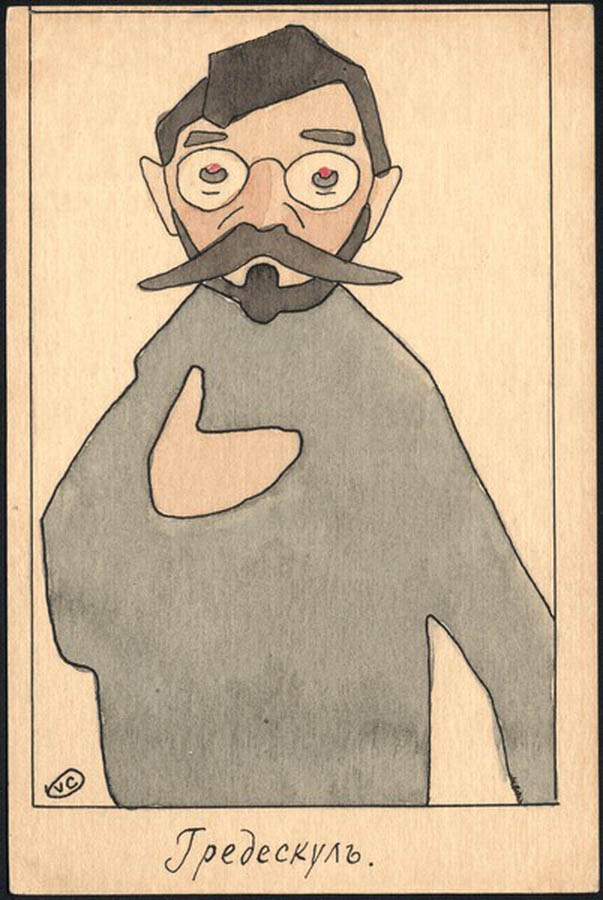
Член I-ї Думи проф. Гредескул. Мал. Карріка Валерія Вільямовича

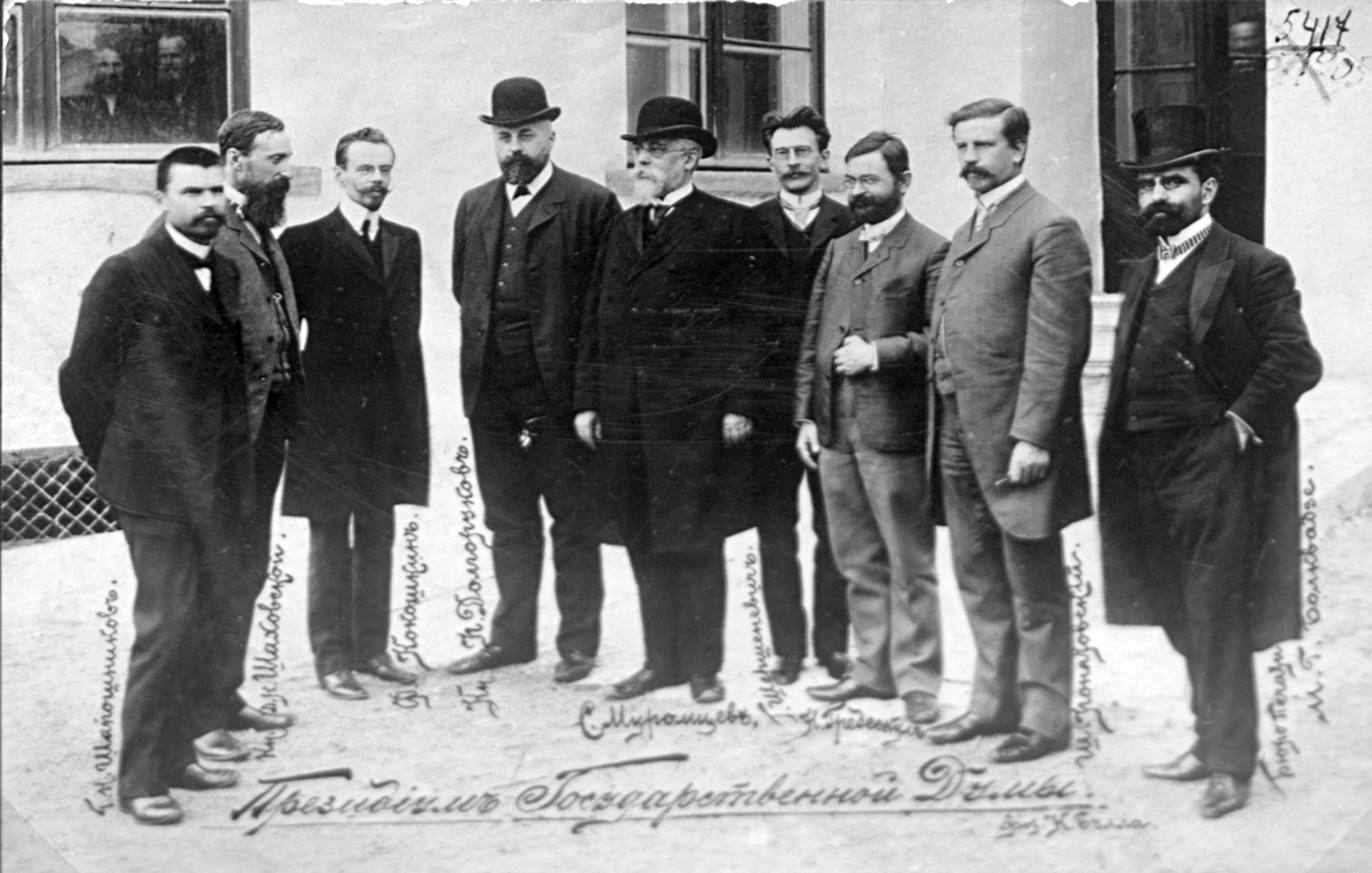
Президіум I Державної Думи. Зліва направо: Г.Н. Шапошніков (от Трудової групи), Д.І. Шаховськой, Ф.Ф. Кокошкін, П.Д. Долгоруков, С.А. Муровцев, Г. А. Шершеневич, М.А. Гредескул, Щ. Понятовський (від автономістів) і голова Бюро друку М.Г. Болквадзе.

Народився 20 квітня 1865 року на хуторі Свячений Яр Куп'янського повіту Харківської губернії.
Після закінчення у 1887 році природничого відділення фізико-математичного факультету Харківського університету одержав диплом кандидата природничих наук. На початку трудового шляху вчителював, водночас вивчав юридичні науки. У 1894 році екстерном склав іспити за юридичний факультет Харківського університету. З 1894 року — приват-доцент, викладав курс цивільного процесу на кафедрі цивільного права та судочинства Харківського університету. З 1901 по 1906 роки — в. о. екстраординарного професора, а пізніше — ординарний професор кафедри цивільного права.
У 1900 році захистив магістерську дисертацію «Щодо вчення про здійснення права. Інтелектуальний процес, необхідний для здійснення права».
У 1902 році перебував у закордонному відрядженні, під час якого відвідав університети Відня, Женеви, Цюриха, Берна.
У 1902–1904 роках — член університетського суду. Був членом правління місцевих освітніх товариств. З 1902 року — голова юридичного товариства, створеного при Харківському університеті.
1906 — член Першої Державної думи Російської імперії від м. Харкова від кадетської партії. Згодом його погляди змістилися у правий бік і він перейшов до партії октябристів. Після закінчення Громадянської війни закликав співпрацювати з новою владою.

### Ліберальний політик
Наприкінці 1904 року, у відповідь на зростання соціальної напруженості в результаті поразки в російсько-японській війні він разом з іншими відомими російськими вченими та земськими діячами закликав до політичних реформ і відіграв важливу роль у створенні ліберального «Союзу Визволення». Гредескул зазначав, що традиційна професорська ворожість по відношенню до студентських протестів, наприклад, під час студентських заворушень у 1899 році, можливо, була помилковою . У жовтні 1905 року, в розпал революції, Гредескул став одним із членів-засновників Конституційно-демократичної партії та членом її Центрального Комітету. З ослабленням цензурних обмежень у 1905 році Гредескул заснував та став редактором харківської газети «Мир». У грудні 1905 р. газета «Мир» була закрита, а Гредескул заарештований і засланий до Архангельської губернії. Однак ще до арешту його було обрано виборщиком для виборів у Думу. Після арешту його зі списку виборців виключили, але збори одноголосно знову внесли його до списків для голосування та його заочно обрали депутатом до Державної думи. Завдяки цьому він отримав можливість повернутися з посилання в Архангельськ прямо в Петербург.
Він приїхав у Санкт-Петербург у квітні 1906 року, коли Дума приступила до роботи. Гредескул був обраний другим заступником голови Думи на вимогу лівих партій, оскільки на той час він входив у ліве крило кадетської партії, а повернення з політичного заслання створило йому гарну репутацію у радикально налаштованих лівих депутатів. .
Після розпуску Думи 9 липня 1906 р. Гредескул підписав Виборзьку відозву, в якій містився заклик до ненасильницького опору владі. Він був заарештований, ув'язнений на три місяці і йому було заборонено балотуватися на майбутніх виборах до Думи знову. Покарання відбував у Петербурзькій в'язниці «Хрести», одночасно з В.Д. Набоковим.
Гредескул переїхав до Петербурга і став професором права в Санкт-Петербурзькому політехнічному інституті. Саме він придумав термін «психологія розпачу», щоб описати психологію російського суспільства в результаті поразки революції . Він вважався одним із відомих теоретиків кадетської партії. Гредескул захищав ліберальний курс російської інтелігенції від критики праворуч авторів збірки «Віхи» 1909 року. Наприкінці 1911 року, після вбивства прем'єр-міністра Петра Столипіна колишнім таємним поліцейським інформатором Богровим, Гредескул виступив з ідеєю, що у відповідь на зниження революційного політичного тероризму після 1907 року уряд повинен також обмежити свої таємні операції.

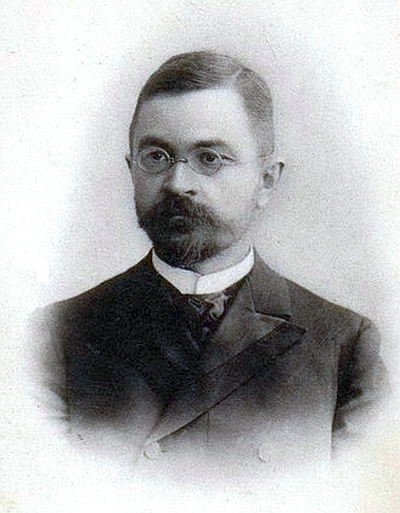
Микола Андрійович Гредескул

### Ухил вправо
Хоча спочатку Гредескул належав до лівого крила Конституційно-демократичної партії, після 1910 його позиція почала зміщуватися вправо. У 1912-1914 роках він ратував за союз з "прогресистами" ("Прогресивна партія") і лівим крилом, яке представляв тоді "Союз 17 жовтня".
У 1916 році, в розпал Першої світової війни, він опублікував брошуру з проблем національних меншин у Росії "Гредескул Н. А." Росія та її народи: Велика Росія як програма вирішення національного питання в Росії. Петроград: Вид-во М. В. Попова, 1916, 79 стор, яка показала, що його погляди зрушили ще правіше. Після цього він заявив про вихід із кадетської партії, в якій перебував з моменту її заснування. Незабаром він став писати для газети «Русская воля», заснованої міністром Олександром Протопоповим і отримувала урядову субсидію, а з лютого по жовтень 1917 р. Гредескул був редактором газети. Після жовтневого перевороту «Русская воля» була закрита.

### Ухил вліво
Після Жовтневої революції Гредескул залишився у Радянській Росії, хоча його сім'я в основному емігрувала. Він вважав, що російська інтелігенція має дійти згоди з більшовицькою владою, яка, на його думку, стала на захист національних інтересів. Ці ідеї Гредескула на кілька місяців випередили «зміновеховство» Миколи Устрялова. Влітку 1920 року радянські органи організували для Гредескула турне країною з лекціями. Потім публікує цикл статей в «Ізвєстіях». Головна теза Гредескула: З кожним днем стає все видніше, що перед нами не безвихідь історії і не випадковий її епізод, а велика, торна, світла дорога, якою йде історичний процес, і цього разу свідомими зусиллями прозорливих діячів, веде нас до найбільшому перелому у всій людській історії.... Подальше оформлення нового погляду Миколи Андрійовича на більшовизм отримав у книзі «Росія колись і тепер». У цій книзі Гредескул намагався об'єднати марксизм і ніцшеанство.
Микола Андрійович увійшов до складу групи "Червона професура". У 1920 вступив у Наукове товариство марксистів при Петроградському університеті. У цей час Гредескула критикують, як його колишні колеги по роботі в «Русской волі», справа:
|  | «перемётная сума», <…> первая пташка, перепорхнувшая из петроградской голодной журналистики к лакомым крошкам, обильно роняемым со стола ликующей Петрокоммуны.» |

Також він піддається й критиці зліва:
|  | «Гредескула в герої не висунеш...» М.Горький |

Влітку 1920 року більшовицька влада влаштувала для нього турне країною. В ці ж роки він займається педагогічною та суспільною роботою, читає лекції у низці ленінградських вузів, у тому числі й у Ленінградському Університеті . .

#### «Біологізаторство»
У своїх філософських пошуках М.А. Гредескул прагнув поєднати соціологію марксизму з біологією. Він звертався до біологічної генези суспільства, до «біологічної матерії» соціальної реальності. Біологічні чинники Гредескул розглядав як глибші та матеріалістичні, ніж власне соціологічні. Людина своєю діяльністю видозмінює навколишню, у тому числі біологічну, природу і створює своє власне матеріальне середовище, до якого потім пристосовується «біологічною переорганізацією свого мозку».

У статті, опублікованій в 1928 році, він наполягав на єдності наук суспільних і природніх, вважаючи, що ця єдність повинна забезпечуватися застосуванням у цих галузях знання діалектичного методу. Він досить докладно розбирає виступи О.П. Самойлова та інших біологів проти залучення діалектики до вирішення проблем приватних природничих наук, розкриває сутність механістичного методу — зведення складного до елементів. Він одним із перших протиставив «механістів» та «діалектиків»: якщо перші абсолютизували елементаристський підхід, то другі — системний, за його термінологією — «синтетичний». . А сам він дотримувався другого. Він думав, що тільки за такого підходу можна гідно критикувати віталізм (холізм). Сам Гредескул також зазнав досить різкої критики за зведення соціального до біологічного під час розгляду чинників розвитку суспільства.

### В тіні та загибель
Після 1930 року статті Гредескула перестають з'являтися у пресі. Це призвело до припущень, що широко розповсюдилися, що Гредескул був репресований, імовірно, у 1933 році. Причина цього в тому, що на початку 1930-х (до смерті дочки від другого шлюбу Люші) у Гредескула стався удар, він став страждати на розлад пам'яті. 
Однак достеменно відомо, що Микола Андрійович Гредескул помер на початку вересня 1941 року в Ленінграді, у більшовицькій катівні, саме в той момент, коли кліщі блокади стулялися навколо міста, і в день початку пожежі на Бадаївських складах... 
Його поховали на Богословському цвинтарі. На могилі поставили тимчасовий дерев'яний хрест, щоб після війни встановити більш довговічний надгробок, але, коли в 1950-х роках дочка Гредескула, В.М. Тігонен, прийшла на могилу батька, з'ясувалося, що там похована невідома жінка, і жодних слідів, що там раніше був похований М. А. Гредескул, немає... 

## Наукова діяльність
Основні напрями наукових досліджень — змагальна форма цивільного судочинства, реалізація цивільних прав, ціннісні аспекти права. Автор низки наукових праць, серед яких:
- «Щодо оцінки теорії змагального начала в цивільному процесі» (1898)
- «Творчі задачі в сучасному цивільному праві» (1901)
- «Щодо питання про засоби вивчення права» (1904)
- «Право та економіка» (1906)
- «Право і цінність його вивчення» (1907)

## Основні роботи
- К учению об осуществлении права. Интеллектуальный процесс, требующийся для осуществления права. — 1-е изд. — Харьков: Тип. А. Дарре, 1900. — 235 с.
- Социологическое изучение права, Санкт-Петербург, 1900, 13 с.
- Марксизм и идеализм. Харьков. 1905. 45 с. На темы дня: Две речи. Харьков. 1905.
- Современные вопросы права. Харьков: Изд. кн. маг. П. А. Брейтигама 1906 53 с. Право и экономика. СПб., 1906.
- Лекции по общей теории права. Санкт-Петербург, 1909, 317 стр.
- Террор и охрана. СПб., 1912. Роль интеллигенции в общественной жизни. Н. Новгород, 1913.
- Личность и общество. Екатеринослав, 1914.
- Россия и её народы: Великая Россия как программа разрешения национального вопроса в России. Петроград: Изд-во М. В. Попова, 1916, 79 стр.
- Происхождение и развитие общественной жизни. Том 1. «Биологические основы социологии. Коммунизм в биологии. Его роль, как фактора эволюции», Проф. Н. А. Гредескул. Ленинград: Изд-во «Сеятель» Е. В. Высоцкого, 1925.
- Россия прежде и теперь. М.-Л., 1926, 254 стр.
- Происхождение человека от обезьяны. Л., 1928.
- История материальной культуры. Л., 1930.

## Родина

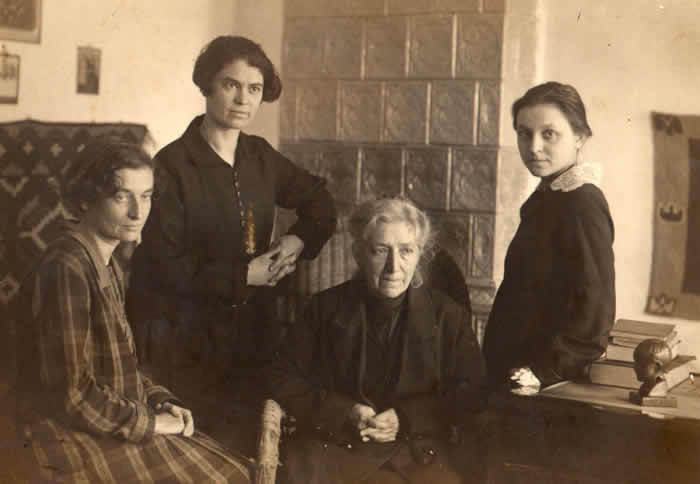
Татьяна Владимировна Гредескул с дочерьми: Анной, Людмилой (в центре) и Верой.

Дружина — Тетяна Володимирівна (уроджена Грейф. Її бабусею була Олександра Володимирівна Толста, сестра духовного письменника М. В. Толстого.  , рід близько 1870—?) розлучилася з Гредескулом в 1918 році і, взявши з собою дочок, поїхала в Бессарабію, що знаходилася тоді під контролем Королівство Румунія Румунії.
- Дочка — Людмила (?—1941), повернулася до Радянського Союзу у грудні 1930 року, але її університетський диплом не був визнаний, і вона змогла лише влаштуватися на завод Козицького сортувати електричні лампочки. Була заарештована 5 липня 1941 року у справі Л.Закке, засуджена за ст. 58 −1 на 10 років ІТЛ і загинула під час будівництва оборонного рубежів під Смоленськом того ж року.
- Дочка — Віра Миколаївна Тігонен (ур. Гредескул) (1906—1978) була в евакуації, повернулася до Ленінграда на початку 50-х. Її дочка — Тетяна Вільгельмівна Тігонен, онука Миколи.
- Дочка — Ганна (?—?), в шлюбі Іванченко. З чоловіком, лікарем Білої Армії Віктором Іванченком залишилася в Румунії, де народила двох синів (Олег та Юрій Іванченко).

Очевидно, був одружений вдруге з Ганною Василівною Новорусською (1883—после 1946), племінницею М.В. Новоруського, що перед війною працювала вчителькою в селі Парфіно Староруського району. У них народилася дочка Люша (?—1932).
- Брат — Борис Андрійович Гредескул (?—?)[21].

Його син - Андрій Борисович Гредескул (1917-2008), доктор технічних наук (1964), професор і в 1956-1986 роках завідувач кафедри автомобілів Харківського автомобільно-дорожнього інституту. 
Онук — Гредескул, Сергій Андрійович Сергій Андрійович Гредескул (1942—2023), радянський та ізраїльський фізик-теоретик, матеріалознавець, лауреат Державна премія України в галузі науки і техніки Державної премії Української РСР ]] (1985), загинув під час нальоту ХАМАС.
- Брат — Сергій Андрійович Гредескул (1879, Харків—?), поручик, брав участь у Білому русі. Взятий в полон. На особливому обліку з 1920[21][23].

- Брат — Володимир Андрійович Гредескул (?—?)[21]

Члени сім'ї Гредескулів розкидані по всьому світу, включаючи Україну, Ізраїль, Фінляндію, Австралію. Іноземне написання прізвища варіює від Gredeskul до Gredeskoul .